# Michaelston-le-Pit and Leckwith
Michaelston-le-Pit and Leckwith är en community i Storbritannien.  Den ligger i kommunen Vale of Glamorgan och riksdelen Wales, i den södra delen av landet, 210 km väster om huvudstaden London.
Den består av byarna Michaelston-le-Pit och Leckwith samt omgivande landsbygd.